# Inshushinak
Inshushinak est le dieu tutélaire de la ville de Suse, dont le nom signifie en sumérien « Seigneur (in) de Suse (shushinak) ».

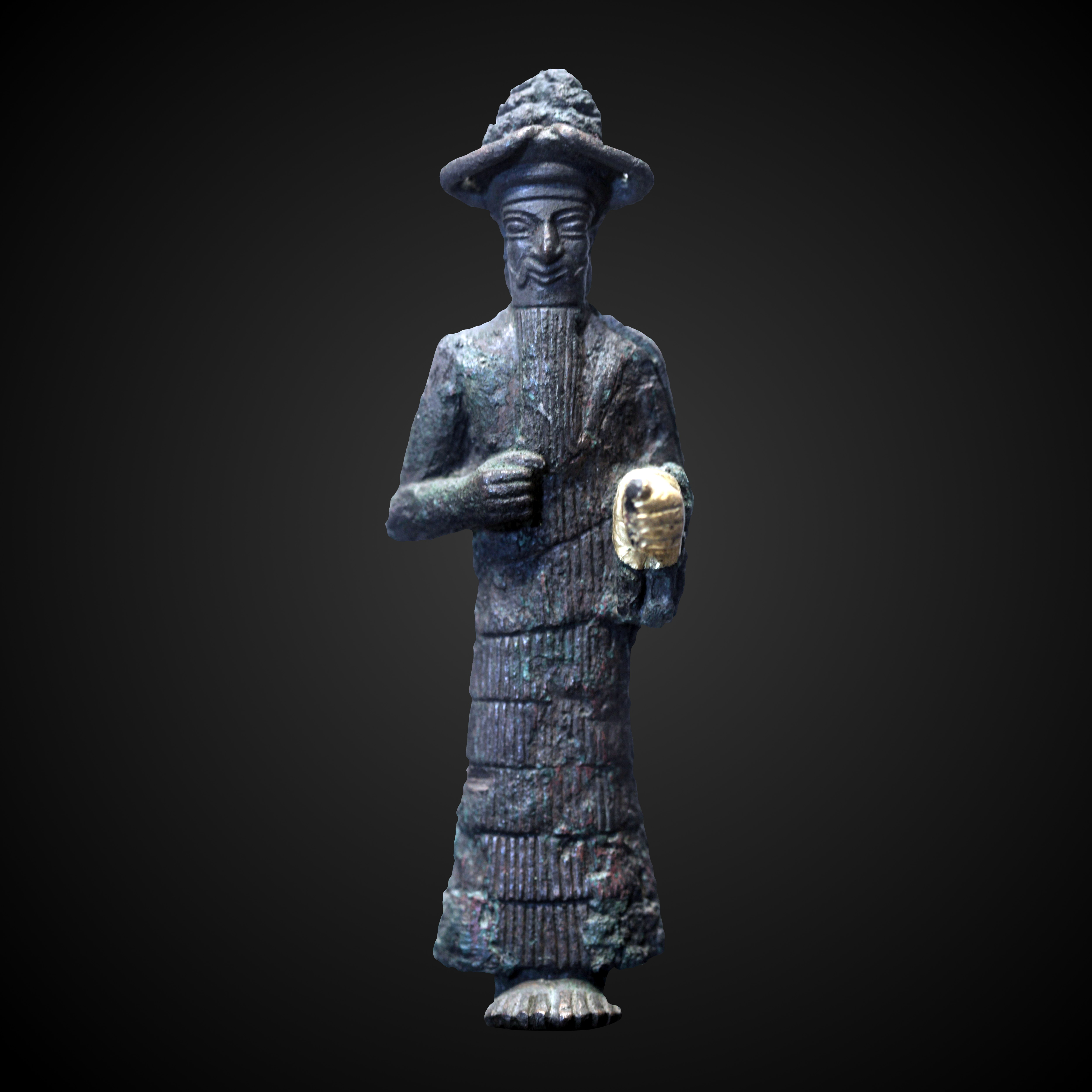
Figurine du représentant Inshushinak, département des antiquités orientales du musée du Louvre

Avec l'intégration de cette ville dans le royaume élamite à partir de la seconde moitié du IIIe millénaire av. J.-C., il devient un des dieux principaux des rois d'Élam. De nombreux souverains élamites portent un nom théophore faisant référence à lui, comme Indattu-Inshushinak, Puzur-Inshushinak ou Shilhak-Inshushinak.
Inshushinak est avant tout le dieu principal de Suse, et c'est lui qui accorde à un souverain le pouvoir sur cette ville, selon les conceptions théologiques de l'Orient ancien. À côté de cela, c'est une divinité du monde des morts. Assisté de deux autres dieux, Ishme-karab et Lagamar, il juge les âmes des défunts.
Son temple principal se trouvait dans le quartier sacré de Suse, et une ziggourat (connue uniquement par les textes) lui était adjointe. Selon la tradition religieuse locale, sans doute d'origine élamite, ce temple se trouvait au milieu d'un bosquet sacré. Un autre temple d'Inshushinak se trouvait dans la ville de Dur-Untash (Choga-Zambil), et était aussi accompagné d'une ziggourat. Le dieu susien le partageait avec Napirisha, la dieu de la région d'Anshan.